# Małgorzata Lewandowska (lekarka)
Małgorzata Anna Lewandowska – polska lekarka, doktor habilitowany nauk medycznych i nauk o zdrowiu.

## Życiorys
W 1989 r. ukończyła studia lekarskie w Akademii Medycznej w Poznaniu, w 1994 r. obroniła pracę doktorską pt. Badania słuchowych potencjałów wywołanych pnia mózgu podczas znieczulenia podpajęczynówkowego uzupełnionego kontrolowaną sedacją propofolem lub diazepamem, której promotorem był prof. Wojciech Gaszyński, w 2023 r. habilitowała się na podstawie pracy zatytułowanej Czynniki ryzyka nadciśnienia indukowanego ciążą, z uwzględnieniem roli selenu jako markera ryzyka.
Została pracownikiem naukowym na Uczelni Łazarskiego w Warszawie, w Poznańskiej Akademii Medycznej Nauk Stosowanych im. Księcia Mieszka I i na Uniwersytecie Medycznym im. Karola Marcinkowskiego w Poznaniu.